# トマシュ・ラジンスキ
トマシュ・ラジンスキ（Tomasz Radzinski, 1973年12月14日 - ）はポーランド・ポズナン出身の元カナダ代表サッカー選手。現役時代のポジションはフォワード。
ポーランド生まれの元カナダ代表。

## 経歴
出身国であるポーランドのツィアヴィア・イノヴロツワフやドイツのVfLオスナブリュックのユースチームでプレーした後、カナダに移住。ノースヨーク・ロケッツ、セントキャサリンズ・ウルヴスを経てベルギーのKFCジェルミナル・エケレンでトップチームデビューを果たした。RSCアンデルレヒト時代にヤン・コレルとコンビを組み、コレルの落としたボールをゴールへ叩き込むというスタイルを確立した。
このスタイルにより両者共に注目を浴び、ドイツへ旅立つコレルと別れてイングランドのエヴァートンFCへ移籍し、91試合25得点の成績を残した。2004年7月23日、フラムFCに3年契約で加入した。100試合以上に出場したものの成績は振るわず、2007年に契約満了によりチームを退団した。
同年8月、ギリシャのシュコダ・クサンティFCにフリーで移籍し1年間プレー。2008年8月30日、リールセSKに移籍 しベルギーに舞い戻った。2012年途中からワースラント＝ベフェレンでプレーしシーズン終了後に現役を引退した。
2013年に古巣リールセSKのテクニカル・ディレクターに就任した。

## タイトル

### クラブ
ジェルミナル・エケレン
- ベルギーカップ : (1) 1996-97

アンデルレヒト
- ジュピラー・リーグ : (2) 1999-2000, 2000-01

リールセ
- ベルギー・セカンドディヴィジョン（英語版） : (1) 2009-10

### 個人
- ジュピラー・リーグ得点王 : 2000-01